# Lightning Leiden
I Lightning Leiden sono una squadra di football americano di Leida, nei Paesi Bassi, fondata nel 1997.

## Dettaglio stagioni

### Tornei nazionali

#### Campionato

##### Eredivisie
| Stagione | regular season | regular season | regular season | regular season | regular season | regular season | playoff | playoff | playoff | playoff | playoff | playoff    | playoff             |
|          | Vin            | Par            | Per            | Tot            | PF             | PS             | Vin     | Per     | Tot     | PF      | PS      | risultato  | avversaria          |
| -------- | -------------- | -------------- | -------------- | -------------- | -------------- | -------------- | ------- | ------- | ------- | ------- | ------- | ---------- | ------------------- |
| 2013     | 2              | 0              | 6              | 8              | 114            | 215            | -       | -       | -       | -       | -       | -          | -                   |
| 2015     | 1              | 0              | 9              | 10             | 61             | 367            | -       | -       | -       | -       | -       | -          | -                   |
| 2016     | 2              | 0              | 6              | 8              | 84             | 305            | -       | -       | -       | -       | -       | -          | -                   |
| 2017     | 6              | 0              | 2              | 8              | 204            | 191            | 0       | 1       | 1       | 6       | 59      | Semifinale | 010 Trojans         |
| 2018     | 3              | 0              | 5              | 8              | 143            | 149            | 0       | 1       | 1       | 20      | 25      | Semifinale | Lelystad Commanders |
| 2019     | 4              | 0              | 6              | 10             | 135            | 204            | 0       | 1       | 1       | 0       | 62      | Semifinale | Amsterdam Crusaders |
| Totale   | 18             | 0              | 34             | 52             | 741            | 1431           | 0       | 3       | 3       | 26      | 146     |            |                     |

Fonti: Enciclopedia del Football - A cura di Roberto Mezzetti

### Riepilogo fasi finali disputate
| Anno           | Luogo     | Evento     | Fase del torneo | Incontro                               | Risultato |
| 18 giugno 2017 |           | Eredivisie | Semifinale      | Lightning Leiden - 010 Trojans         | 6 - 59    |
| 24 giugno 2018 |           | Eredivisie | Semifinale      | Lelystad Commanders - Lightning Leiden | 25 - 20   |
| 23 giugno 2019 | Amsterdam | Eredivisie | Semifinale      | Amsterdam Crusaders - Lightning Leiden | 62 - 0    |